# Silvestre (film)
Silvestre è un film del 1981 diretto da João César Monteiro.
Film d'esordio per Maria de Medeiros.
Il film è stato presentato nella competizione principale della 38ª Mostra internazionale d'arte cinematografica di Venezia. Ha inoltre partecipato come parte della sezione ufficiale della 2ª edició de la Mostra de València.